# Виттенбергплац
Ви́ттенбергплац (нем. Wittenbergplatz — «Виттенбергская площадь») — площадь в берлинском районе Шёнеберг между улицами Тауэнцинштрассе и Клейстштрассе. Входит в состав так называемого «генеральского тракта», в составе которого улицы и площади названы в честь прусских военачальников эпохи наполеоновских войн. Прямоугольная площадь получила название в 1864 году в честь битвы против французов при Виттенберге 13 января 1814 года и была отстроена в 1889—1892 годах. Современный облик площадь приобрела в 1990-е годы.
В центре площади находится приметный павильон станции метро «Виттенбергплац», имеющий крестообразную форму в основании. К юго-западной стороне площади примыкает знаменитый универмаг Kaufhaus des Westens.